# Antara Biswas
Antara Biswas, también conocida como Mona Lisa (Kolkata, 21 de noviembre de 1982) es una actriz india. Ha participado en cerca de 125 películas en idioma bhoshpuri y ha actuado en películas en otros idiomas como el hindi, tamil y kannada.

## Biografía
Mona Lisa nació en el seno de una familia bengalí. Adoptó el nombre artístico de Mona Lisa por recomendación de uno de sus tíos. Estudió en la escuela Julien Day en Kolkata y se graduó en la Universidad de Calcuta con una especialización en sánscrito antes de iniciar una corta carrera en el modelaje. Actuó en algunas cintas de bajo presupuesto antes de debutar en Bollywood con Blackmail, protagonizada por Ajay Devgn y Suniel Shetty. Obtuvo notoriedad por su papel en Tauba Tauba junto a Amin Gazi. También actuó en la película kannada Jackpot. En 2010 el diario The Hindu reportó que Mona Lisa (junto a Rinku Ghosh) era la actriz más codiciada en la industria del cine bhoshpuri.

### Vida personal
Se casó con el actor Vikrant Singh Rajput, el cual conoció en el programa Bigg Boss, el 17 de enero de 2017.